# Thierach
Thierach ist ein Gemeindeteil der Stadt Rödental im oberfränkischen Landkreis Coburg.

## Lage
Das Dorf liegt an einem Waldrand, etwa neun Kilometer östlich von Coburg, am Nordrand des Sonnefelder Hügellandes unweit der „Einberger Schweiz“. Eine Stichstraße verbindet Thierach mit der unweit östlich verlaufenden Verbindungsstraße von Kipfendorf nach Blumenrod.

## Geschichte
Die Siedlung wurde erstmals 1492 als „Tireich“ urkundlich erwähnt. Der Ortsname geht wohl auf das mittelhochdeutsche Wort „tier“ zurück, das vor allem Rehwild bezeichnete. Thierach gehörte zum Rothenhofer Rittergut.
1837 zählte die Siedlung 18 Einwohner. Am 21. Juli 1869 wurde Thierach mit damals vier Familien und 26 Einwohnern zwangsweise nach Kipfendorf eingegliedert. 1925 umfasste die Siedlung 19 Einwohner und drei Wohngebäude. Die Schule befand sich im 1,7 Kilometer entfernten Kipfendorf und die evangelische Kirche im 2,6 Kilometer entfernten Einberg.
Auf der Thieracher Ebene gibt es größere Tonvorkommen. Die zum Oberen Keuper gehörenden Tone wurden 1930 durch das Annawerk mit einer Grube erschlossen und bis 1959 abgebaut.
Im Jahr 1950 lebten 14 Personen in drei Wohngebäuden in Thierach. 1970 waren es 18 Personen.
Am 1. Januar 1971 schloss sich Kipfendorf mit den Gemeinden Einberg, Mönchröden, Oeslau, Rothenhof und Unterwohlsbach zur Einheitsgemeinde Rödental zusammen. Seitdem gehört Thierach zu Rödental.
1987 umfasste das Dorf 29 Personen, 16 Wohngebäude und 17 Wohnungen. Es wurde in der Folge um ein großes Ferienhausgebiet erweitert.

## Einwohnerentwicklung
| Jahr | Einwohnerzahl |
| ---- | ------------- |
| 1837 | 17            |
| 1870 | 21            |
| 1925 | 19            |
| 1950 | 14            |
| 1970 | 18            |
| 1987 | 29            |